# Мерас, Роберто
Робе́рто Исмаэ́ль Ме́рас Берна́ль (исп. Roberto Ismael Meraz Bernal; родился 4 августа 1999 года в Кульякане, Мексика) — мексиканский футболист, полузащитник клуба «Масатлан».

## Клубная карьера
Мерас — воспитанник клуба «Монаркас Морелия». 14 сентября 2016 года в поединке Кубка Мексики против «Мурсилагос» Роберто дебютировал за основной состав. 28 июля 2018 года в матче против «Сантос Лагуна» он дебютировал в мексиканской Примере. 1 августа поединке национального кубка против «Гвадалхары» Роберто забил свой первый гол за «Монаркас Морелия».
После продажи «Монаркас Морелией» франшизы клубу «Масатлан» с июня 2020 года Роберто Мерас автоматически стал игроком этой команды.

## Международная карьера
В 2018 году в составе молодёжной сборной Мексики Мерас принял участие в Молодёжном кубке КОНКАКАФ. На турнире он сыграл в матче против США.
В том же году Мерас принял участие в молодёжном чемпионате мира в Польше. На турнире но сыграл в матчах против команд Италии и Японии.